# Shunyi
Shunyi (chiń. upr. 顺义区, chiń. trad. 順義區, pinyin: Shùnyì Qū) – dzielnica Pekinu, położona na północny wschód od centrum miasta.
Liczy 1020 km² powierzchni i 636 479 mieszkańców (2000). 